# Buthus albengai
Espèce
Buthus albengai est une espèce de scorpions de la famille des Buthidae.

## Distribution
Cette espèce est endémique du Maroc. Elle se rencontre de Ifrane à Khénifra.

## Description
La femelle holotype mesure 85,2 mm.

## Étymologie
Cette espèce est nommée en l'honneur de Laurent Albenga.

## Publication originale
- Lourenço, 2003 : « Compléments à la faune de scorpions (Arachnida) de l'Afrique du Nord, avec des considérations sur le genre Buthus Leach, 1815. » Revue Suisse de Zoologie, vol. 110, no 4, p. 875-912 (texte intégral).